# 60e division de fusiliers (guerre civile russe)
Pour les articles homonymes, voir 
60e division.
La 60e division de fusiliers (en russe : 60-я стрелковая дивизия) est une unité de l'Armée rouge de la république socialiste fédérative soviétique de Russie pendant la guerre civile russe.

## Historique
La division est créée sous le nom de 6e division de fusiliers consolidée (russe : 6 сводная стрелковая дивизия), par ordres de la 14e armée (en) datés du 20 et du 25 juin 1919.
Elle combat en août avec la 14e armée contre l'Armée populaire ukrainienne, sur la rive gauche du Dniepr, de la région Krementchouk jusqu'à celle de Kozelets. Par ordre du 10 août 1919, elle est renommée 60e division de fusiliers.
En septembre, elle passe à la 12e armée (en). Elle combat alors sur rivière Desna jusqu'en novembre. Elle participe ensuite jusqu'en février 1920 aux prises de Tchernihiv, Bakhmatch, Tcherkassy et Krementchouk.
En février 1920, la division revient sous le commandement de la 14e armée et combat à Jmerynka et Vapniarka jusqu'en avril. De mai à août, elle passe en position défensive sur les rivières Zbroutch et Seret (dans le cadre des opérations de la guerre soviéto-polonaise).
Revenue à la 12e armée en novembre 1920, elle est rattachée le mois suivant au district militaire de Kiev. Par ordre de ce district daté du 28 avril 1921, la division est dissoute, réduite à une brigade et fusionnée dans la 24e division de fusiliers.